# Милена Тодорова
Милена Тодорова (18 січня 1998 , Троян, Lovech Oblastd ) — болгарська біатлоністка. Призерка Чемпіонату світу з біатлону серед юніорів. Учасниця Зимових Олімпійських ігор 2018 року в Пхьончхані.

## Кар'єра
За дорослу збірну Болгарії дебютувала у сезоні 2017–2018 на Олімпіаді у Пхьончхані. 5 грудня 2019 року Тодорова набрала свої перші бали в залік Кубка світу, посівши 39-те місце в індивідуальних перегонах на етапі в шведському Естерсунді. 27 січня 2020 року болгарка здобула срібло в індивідуальних перегонах на Чемпіонаті світу серед юніорів у швейцарському Ленцергайде.
На чемпіонаті світу 2020 року, вперше для болгарських біатлоністок за 11 років, Мілена Тодорова спромоглася відібратись у масстарт.

## Результати за кар'єру
Усі результати наведено за даними Міжнародного союзу біатлоністів.

### Олімпійські ігри
| Змагання                        | Інд. перегони | Спринт | Перегони пер. | Мас-старт | Естафета | Змішана ес. |
| Олімпійські ігри 2018 Пхьончхан | -             | 84     | -             | -         | -        | -           |

### Чемпіонати світу
| Змагання       | Інд. перегони | Спринт | Перегони пер. | Мас-старт | Естафета | Змішана ес. | Од. змішана ес. |
| 2019 Естерсунд | —             | —      | —             | —         | 20       | —           | —               |
| 2020 Антгольц  | 17            | 27     | 18            | 28        | 20       | —           | —               |
| 2021 Поклюка   | 54            | 48     | 58            | —         | 18       | 15          | 19              |

### Кубки світу
- Найвище місце в загальному заліку: 46-те 2021 року.
- Найвище місце в окремих перегонах: 8-ме.

#### Підсумкові місця в Кубку світу за роками
| Сезон     | Заг. залік | Інд. перегони | Спринт | Перегони пер. | Мас-старт |
| 2019–2020 | 47         | 36            | 52     | 52            | 41        |
| 2020–2021 | 46         |               | 48     | 44            | 36        |